# Championnats d'Europe de natation en petit bassin 2008
Navigation
Édition 2007 Édition 2009
La 16e édition des Championnats d'Europe de natation en petit bassin, organisés par la Ligue européenne de natation, s'est déroulée à Rijeka en Croatie du 11 au 14 décembre 2008. La Croatie est le premier pays des Balkans à accueillir cet événement, le premier rendez-vous international en Europe depuis les Jeux olympiques d'été de 2008 organisés en août à Pékin.
Un tout nouveau centre aquatique, baptisé Bazeni Kantrida, est construit pour accueillir ces championnats. À l'issue des compétitions, le tableau des médailles est dominé par la Russie alors que l'Allemagne avait dominé les sept précédentes éditions. Avec quatre médailles d'or et cinq records du monde, le Français Amaury Leveaux est le nageur le plus récompensé de cette édition marquée plus globalement par 17 nouveaux records du monde. Chez les femmes, la Néerlandaise Marleen Veldhuis remporte également quatre titres agrémentés de 2 records du monde en relais.

## Tableau des médailles

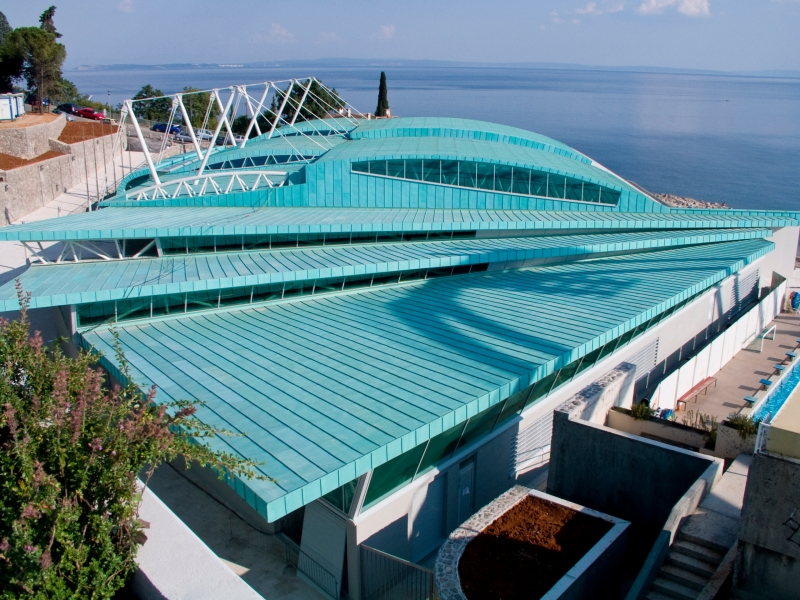
Le Bazeni Kantrida, théâtre des Championnats d'Europe 2008

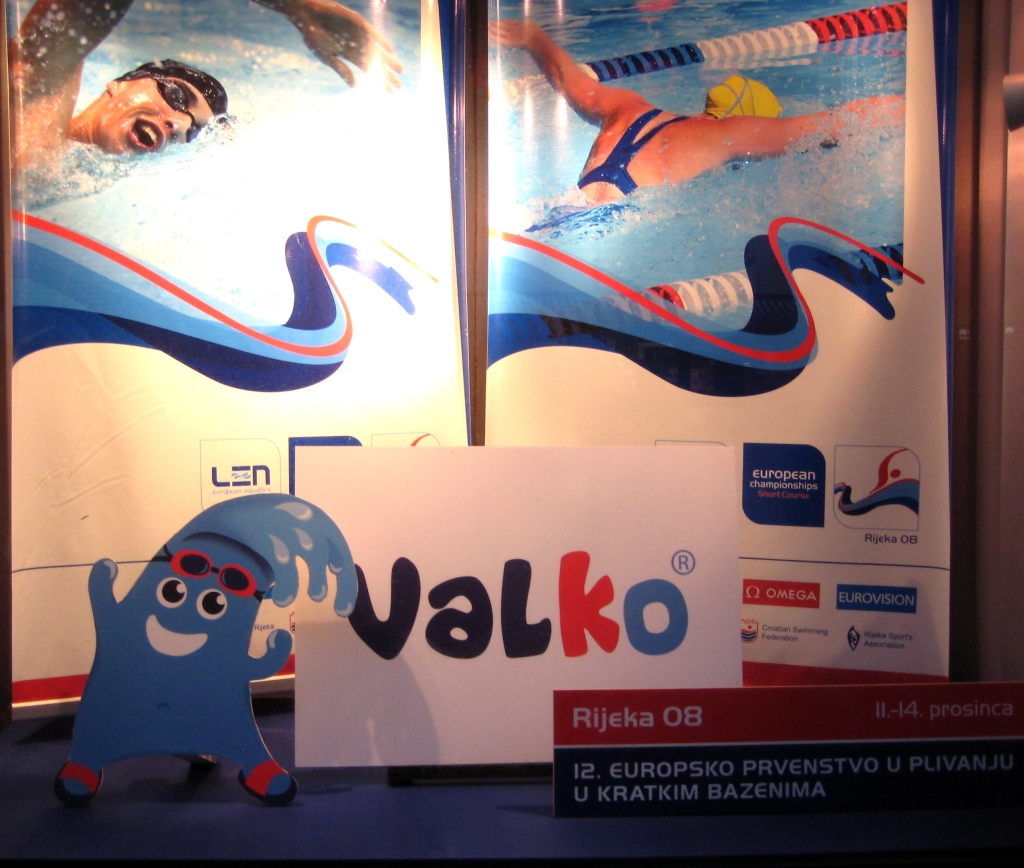
« Valko », la mascotte des Championnats

L'Allemagne avait dominé le tableau des médailles des sept précédentes éditions. En 2008, la Russie domine ce classement, la France remportant le plus grand nombre de médailles avec 20 récompenses.
| Rang | Nation      | Or | Argent | Bronze | Total |
| ---- | ----------- | -- | ------ | ------ | ----- |
| 1    | Russie      | 8  | 2      | 4      | 14    |
| 2    | France      | 7  | 9      | 4      | 20    |
| 3    | Italie      | 5  | 5      | 8      | 18    |
| 4    | Pays-Bas    | 5  | 2      | 2      | 9     |
| 5    | Espagne     | 2  | 3      | 2      | 7     |
| 6    | Croatie     | 2  | 0      | 2      | 4     |
| 7    | Slovénie    | 2  | 0      | 1      | 3     |
| 8    | Allemagne   | 1  | 3      | 2      | 6     |
| 9    | Danemark    | 1  | 2      | 3      | 6     |
| 10   | Autriche    | 1  | 2      | 1      | 4     |
| 10   | Ukraine     | 1  | 2      | 1      | 4     |
| 12   | Serbie      | 1  | 1      | 0      | 2     |
| 12   | Suède       | 1  | 1      | 0      | 2     |
| 14   | Royaume-Uni | 1  | 0      | 4      | 5     |
| 15   | Finlande    | 1  | 0      | 0      | 1     |
| 16   | Hongrie     | 0  | 3      | 1      | 4     |
| 17   | Suisse      | 0  | 1      | 1      | 2     |
| 18   | Lituanie    | 0  | 1      | 0      | 1     |
| 18   | Norvège     | 0  | 1      | 0      | 1     |
| 20   | Pologne     | 0  | 0      | 1      | 1     |
| 20   | Slovaquie   | 0  | 0      | 1      | 1     |
|      | TOTAL       | 39 | 38     | 38     | 115   |

## Records battus ou égalés

### Records du monde
Ce tableau détaille les 17 records du monde battus ou égalés lors des Championnats d'Europe 2008. Il est à noter que les records établis en relais ne sont pas reconnus comme des records du monde mais comme des meilleures performances mondiales de l'histoire par la Fédération internationale de natation. Sauf mention, les records du monde sont battus en finale.
| Date             | Épreuve               | Nouveau détenteur                                                                | Nouveau temps           | Ancien détenteur                                                        | Ancien temps  | Date             |
| 11 décembre 2008 | 4 × 50 m 4 nages H    | Italie Mirco di Tora Alessandro Terrin Marco Belotti Filippo Magnini             | 1 min 34 s 01 En séries | Allemagne Helge Meeuw Johannes Neumann Thomas Rupprath Jens Schreiber   | 1 min 34 s 06 | 7 décembre 2006  |
| 11 décembre 2008 | 4 × 50 m 4 nages H    | Russie Stanislav Donets Sergey Geybel Nikolay Skvortsov Sergey Fesikov           | 1 min 33 s 77 En séries | Italie Mirco di Tora Alessandro Terrin Marco Belotti Filippo Magnini    | 1 min 34 s 01 | 11 décembre 2008 |
| 11 décembre 2008 | 50 m nage libre H     | Amaury Leveaux                                                                   | 20 s 48 En demi-finales | Roland Schoeman                                                         | 20 s 64       | 6 septembre 2008 |
| 11 décembre 2008 | 4 × 50 m 4 nages H    | Italie Mirco di Tora Alessandro Terrin Marco Belotti Filippo Magnini             | 1 min 32 s 91           | Russie Stanislav Donets Sergey Geybel Nikolay Skvortsov Sergey Fesikov  | 1 min 33 s 77 | 11 décembre 2008 |
| 12 décembre 2008 | 800 m nage libre F    | Alessia Filippi                                                                  | 8 min 4 s 53            | Kate Ziegler                                                            | 8 min 8 s     | 14 octobre 2007  |
| 12 décembre 2008 | 100 m nage libre H    | Amaury Leveaux                                                                   | 45 s 12 En demi-finales | Alain Bernard                                                           | 45 s 69       | 7 décembre 2008  |
| 12 décembre 2008 | 4 × 50 m nage libre F | Pays-Bas Hinkelien Schreuder Inge Dekker Ranomi Kromowidjojo Marleen Veldhuis    | 1 min 33 s 80           | Pays-Bas Hinkelien Schreuder Inge Dekker Chantal Groot Marleen Veldhuis | 1 min 34 s 82 | 14 décembre 2007 |
| 13 décembre 2008 | 200 m papillon H      | Nikolay Skvortsov                                                                | 1 min 50 s 60           | Franck Esposito                                                         | 1 min 50 s 73 | 8 décembre 2002  |
| 13 décembre 2008 | 100 m nage libre H    | Amaury Leveaux                                                                   | 44 s 94                 | Amaury Leveaux                                                          | 45 s 12       | 12 décembre 2008 |
| 13 décembre 2008 | 50 m dos F            | Sanja Jovanović                                                                  | 26 s 23                 | Sanja Jovanović                                                         | 26 s 37       | 13 avril 2008    |
| 13 décembre 2008 | 4 × 50 m 4 nages F    | Pays-Bas Ranomi Kromowidjojo Moniek Nijhuis Hinkelien Schreuder Marleen Veldhuis | 1 min 45 s 73 Égalé     | Australie Emily Seebohm Leisel Jones Felicity Galvez Lisbeth Lenton     | 1 min 45 s 73 | 27 avril 2008    |
| 14 décembre 2008 | 50 m papillon H       | Amaury Leveaux                                                                   | 22 s 18 En séries       | Amaury Leveaux                                                          | 22 s 29       | 6 décembre 2008  |
| 14 décembre 2008 | 4 × 50 m nage libre H | France Alain Bernard Fabien Gilot Antoine Galavtine Frédérick Bousquet           | 1 min 22 s 38 En séries | Suède Petter Stymne Marcus Piehl Per Nylin Stefan Nystrand              | 1 min 24 s 19 | 16 décembre 2007 |
| 14 décembre 2008 | 400 m 4 nages F       | Mireia Belmonte García                                                           | 4 min 25 s 06           | Julia Smit                                                              | 4 min 25 s 87 | 28 novembre 2008 |
| 14 décembre 2008 | 200 m nage libre F    | Federica Pellegrini                                                              | 1 min 51 s 85           | Coralie Balmy                                                           | 1 min 53 s 18 | 6 décembre 2008  |
| 14 décembre 2008 | 100 m dos H           | Stanislav Donets                                                                 | 49 s 32                 | Peter Marshall                                                          | 49 s 63       | 15 novembre 2008 |
| 14 décembre 2008 | 4 × 50 m nage libre H | France Alain Bernard Fabien Gilot Amaury Leveaux Frédérick Bousquet              | 1 min 20 s 77           | France Alain Bernard Fabien Gilot Antoine Galavtine Frédérick Bousquet  | 1 min 22 s 38 | 16 décembre 2007 |

### Records d'Europe
| Date             | Épreuve               | Nouveau détenteur       | Nouveau temps       | Ancien détenteur         | Ancien temps  | Date             |
| 11 décembre 2008 | 50 m nage libre       | Amaury Leveaux          | 20 s 80             | Duje Draganja            | 20 s 81       | 11 avril 2008    |
| 11 décembre 2008 | 100 m nage libre      | Marleen Veldhuis        | 51 s 91             | Marleen Veldhuis         | 52 s 08       | 23 décembre 2007 |
| 11 décembre 2008 | 50 m nage libre       | Amaury Leveaux          | 20 s 48 (RM)        | Amaury Leveaux           | 20 s 80       | 11 décembre 2008 |
| 11 décembre 2008 | 50 m brasse           | Valentina Artemyeva     | 29 s 77             | Valentina Artemyeva      | 29 s 86       | 9 novembre 2008  |
| 12 décembre 2008 | 800 mètres nage libre | Alessia Filippi         | 8 min 4 s 53 (RM)   | Rebecca Adlington        | 8 min 8 s 25  | 10 avril 2008    |
| 12 décembre 2008 | 50 mètres dos         | Lubos Krizko            | 23 s 15             | Thomas Rupprath          | 23 s 27       | 10 décembre 2004 |
| 12 décembre 2008 | 100 mètres brasse     | Igor Borysik            | 57 s 33             | Oleg Lisogor             | 23 s 27       | 22 janvier 2006  |
| 12 décembre 2008 | 100 mètres dos        | Sanja Jovanović         | 56 s 87             | Kateryna Zubkova         | 57 s 15       | 10 avril 2008    |
| 12 décembre 2008 | 100 mètres papillon   | Milorad Čavić           | 49 s 19             | Evgeny Korotyshkin       | 49 s 74       | 16 novembre 2008 |
| 12 décembre 2008 | 50 mètres papillon    | Hinkelien Schreuder     | 25 s 21             | Therese Alshammar        | 25 s 31       | 12 novembre 2008 |
| 13 décembre 2008 | 100 mètres dos        | Aschwin Wildeboer Faber | 49 s 66             | Liam Tancock             | 50 s 14       | 10 avril 2008    |
| 13 décembre 2008 | 4 × 50 mètres 4 nages | Pays-Bas                | 1 min 45 s 73 (RM=) | Allemagne                | 1 min 46 s 67 | 15 décembre 2007 |
| 14 décembre 2008 | 200 mètres dos        | Alexandra Putra         | 2 min 2 s 36        | Elizabeth Simmonds       | 2 min 2 s 60  | 11 avril 2008    |
| 14 décembre 2008 | 200 m brasse          | Hugues Duboscq          | 2 min 4 s 59        | Edoardo Giorgetti Italie | 2 min 5 s 02  | 28 novembre 2008 |

## Podiums

### Hommes
| Discipline          |                                                                      | Performance            | | Performance    |                                                                    | Performance    |
| Nage libre          |                                                                      |                        | |                |                                                                    |                |
| 50 m                | Amaury Leveaux                                                       | 20 s 63                | Frédérick Bousquet | 20 s 69        | Duje Draganja Evgeny Lagunov                                       | 21 s 15        |
| 100 m               | Amaury Leveaux                                                       | 44 s 94                | Fabien Gilot | 45 s 84        | Filippo Magnini                                                    | 46 s 62        |
| 200 m               | Danila Izotov                                                        | 1 min 43 s 09          | Dominik Meichtry | 1 min 43 s 11  | Massimiliano Rosolino                                              | 1 min 43 s 52  |
| 400 m               | Paul Biedermann                                                      | 3 min 37 s 73 RC       | Massimiliano Rosolino | 3 min 39 s 33  | Mads Glæsner                                                       | 3 min 39 s 77  |
| 1 500 m             | Federico Colbertaldo                                                 | 14 min 24 s 21         | Vitaly Romanovich | 14 min 29 s 64 | Samuel Pizzetti                                                    | 14 min 31 s 60 |
| Papillon            |                                                                      |                        | |                |                                                                    |                |
| 50 m                | Amaury Leveaux                                                       | 22 s 23                | Milorad Čavić | 22 s 36        | Rafael Muñoz Pérez                                                 | 22 s 48        |
| 100 m               | Milorad Čavić                                                        | 49 s 19 RE RC          | Rafael Muñoz Pérez | 49 s 74        | Nikolay Skvortsov                                                  | 49 s 98        |
| 200 m               | Nikolay Skvortsov                                                    | 1 min 50 s 60 RM RE RC | Dinko Jukic | 1 min 52 s 31  | Maxim Ganikhin                                                     | 1 min 52 s 32  |
| Dos                 |                                                                      |                        | |                |                                                                    |                |
| 50 m                | Stanislav Donets                                                     | 23 s 22                | Aschwin Wildeboer Faber | 23 s 28        | Lubos Krizko                                                       | 23 s 47        |
| 100 m               | Stanislav Donets                                                     | 49 s 32 RM RE RC       | Aschwin Wildeboer Faber | 49 s 61        | Helge Meeuw                                                        | 50 s 89        |
| 200 m               | Stanislav Donets Aschwin Wildeboer Faber                             | 1 min 49 s 22 RC       | - | -              | Pierre Roger                                                       | 1 min 52 s 26  |
| Brasse              |                                                                      |                        | |                |                                                                    |                |
| 50 m                | Matjaz Markic                                                        | 26 s 47 RC             | Aleksander Hetland | 26 s 64        | Emil Tahirovic                                                     | 26 s 66        |
| 100 m               | Igor Borysik                                                         | 57 s 33 RE RC          | Hugues Duboscq | 57 s 64        | James Gibson                                                       | 57 s 91        |
| 200 m               | Hugues Duboscq                                                       | 2 min 04 s 59 RE RC    | Edoardo Giorgetti | 2 min 04 s 98  | Igor Borysik                                                       | 2 min 05 s 47  |
| 4 nages             |                                                                      |                        | |                |                                                                    |                |
| 100 m               | Peter Mankoč                                                         | 51 s 97 RE RC          | Christian Galenda | 52 s 29        | James Goddard                                                      | 52 s 36        |
| 200 m               | James Goddard                                                        | 1 min 53 s 46          | Vytautas Janusaitis | 1 min 54 s 51  | Alan Cabello Forns                                                 | 1 min 55 s 70  |
| 400 m               | Dinko Jukic                                                          | 4 min 3 s 01           | Gergo Kis | 4 min 3 s 81   | Lukasz Wojt                                                        | 4 min 5 s 13   |
| Relais              |                                                                      |                        | |                |                                                                    |                |
| 4 × 50 m nage libre | France Alain Bernard Fabien Gilot Amaury Leveaux Frédérick Bousquet  | 1 min 20 s 77 RM RE RC | Italie Alessandro Calvi Marco Orsi Mattia Nalesso Filippo Magnini                                                                              | 1 min 23 s 37  | Croatie Duje Draganja Alexei Puninski Bruno Barbic Mario Todorovic | 1 min 23 s 68  |
| 4 × 50 m 4 nages    | Italie Mirco di Tora Alessandro Terrin Marco Belotti Filippo Magnini | 1 min 32 s 91 RM RE RC | Allemagne Thomas Rupprath Marco Koch Johannes Dietrich Steffen Deibler Russie Stanislav Donets Sergey Geybel Evgeny Korotyshkin Evgeny Lagunov | 1 min 33 s 31  | -                                                                  | -              |

### Femmes
| Discipline          |                                                                                  | Performance             |                                                                        | Performance   |                                                                         | Performance   |
| Nage libre          |                                                                                  |                         |                                                                        |               |                                                                         |               |
| 50 m                | Marleen Veldhuis                                                                 | 23 s 55 RC              | Hinkelien Schreuder                                                    | 23 s 72       | Jeanette Ottesen                                                        | 24 s 05       |
| 100 m               | Marleen Veldhuis                                                                 | 51 s 95                 | Jeanette Ottesen                                                       | 52 s 08       | Ranomi Kromowidjojo                                                     | 52 s 22       |
| 200 m               | Federica Pellegrini                                                              | 1 min 51 s 85 RM RE RC  | Femke Heemskerk                                                        | 1 min 53 s 79 | Daria Belyakina                                                         | 1 min 53 s 85 |
| 400 m               | Coralie Balmy                                                                    | 3 min 56 s 39           | Camille Muffat                                                         | 3 min 57 s 48 | Alessia Filippi                                                         | 3 min 59 s 35 |
| 800 m               | Alessia Filippi                                                                  | 8 min 4 s 53 RM RE RC   | Coralie Balmy                                                          | 8 min 5 s 32  | Lotte Friis                                                             | 8 min 9 s 91  |
| Papillon            |                                                                                  |                         |                                                                        |               |                                                                         |               |
| 50 m                | Hinkelien Schreuder                                                              | 25 s 21 RE RC           | Jeanette Ottesen                                                       | 25 s 54       | Diane Bui Duyet                                                         | 25 s 55       |
| 100 m               | Jeanette Ottesen                                                                 | 56 s 70 RC              | Diane Bui Duyet                                                        | 56 s 83       | Eszter Dara                                                             | 56 s 88       |
| 200 m               | Petra Granlund                                                                   | 2 min 04 s 27           | Aurore Mongel                                                          | 2 min 04 s 73 | Jemma Lowe                                                              | 2 min 04 s 78 |
| Dos                 |                                                                                  |                         |                                                                        |               |                                                                         |               |
| 50 m                | Sanja Jovanovic                                                                  | 26 s 23 RM RE RC        | Kateryna Zubkova                                                       | 26 s 65       | Elena Gemo                                                              | 26 s 77       |
| 100 m               | Sanja Jovanovic                                                                  | 56 s 97 RE RC           | Kateryna Zubkova                                                       | 57 s 01       | Laure Manaudou                                                          | 57 s 16       |
| 200 m               | Alexandra Putra                                                                  | 2 min 02 s 48           | Alexianne Castel                                                       | 2 min 03 s 10 | Elizabeth Simmonds                                                      | 2 min 03 s 12 |
| Brasse              |                                                                                  |                         |                                                                        |               |                                                                         |               |
| 50 m                | Valentina Artemyeva                                                              | 29 s 96                 | Janne Schäfer                                                          | 30 s 37       | Moniek Nijhuis                                                          | 30 s 45       |
| 100 m               | Valentina Artemyeva                                                              | 1 min 05 s 02           | Sophie de Ronchi                                                       | 1 min 05 s 43 | Mirna Jukić                                                             | 1 min 05 s 64 |
| 200 m               | Alena Alekseeva                                                                  | 2 min 19 s 93           | Mirna Jukić                                                            | 2 min 20 s 48 | Patrizia Humplik                                                        | 2 min 21 s 68 |
| 4 nages             |                                                                                  |                         |                                                                        |               |                                                                         |               |
| 100 m               | Hanna-Maria Seppälä                                                              | 59 s 24 RC              | Evelyn Verraszto                                                       | 59 s 49       | Francesca Segat                                                         | 59 s 61       |
| 200 m               | Francesca Segat                                                                  | 2 min 07 s 03 RE RC     | Evelyn Verraszto                                                       | 2 min 07 s 93 | Sophie de Ronchi                                                        | 2 min 08 s 10 |
| 400 m               | Mireia Belmonte García                                                           | 4 min 25 s 06 RM RE RC  | Alessia Filippi                                                        | 4 min 26 s 06 | Francesca Segat                                                         | 4 min 47 s 12 |
| Relais              |                                                                                  |                         |                                                                        |               |                                                                         |               |
| 4 × 50 m nage libre | Pays-Bas Hinkelien Schreuder Inge Dekker Ranomi Kromowidjojo Marleen Veldhuis    | 1 min 33 s 80 RM RE RC  | Suède Petra Granlund Claire Hedenskog Sarah Sjoestroem Lovisa Ericsson | 1 min 38 s    | Allemagne Dorothea Brandt Petra Dallmann Lisa Vitting Daniela Schreiber | 1 min 38 s 06 |
| 4 × 50 m 4 nages    | Pays-Bas Ranomi Kromowidjojo Moniek Nijhuis Hinkelien Schreuder Marleen Veldhuis | 1 min 45 s 73 RM= RE RC | Allemagne Daniela Samulski Janne Schaefer Lena Kalla Petra Dallmann    | 1 min 46 s 84 | Italie Elena Gemo Roberta Panara Silvia Di Pietro Federica Pellegrini   | 1 min 47 s 05 |